# Götz Eisenberg
Götz Eisenberg (* 1951 in Arolsen, Hessen) ist ein deutscher Sozialwissenschaftler und Publizist. Er arbeitete als Gefängnispsychologe in der JVA Butzbach.

## Leben und Wirken
Eisenberg wuchs in Kassel auf. Er legte 1969 sein Abitur an einem dortigen Gymnasium ab. Anschließend studierte er zunächst Jura, dann Politikwissenschaft und Soziologie an der Universität Gießen, wo er auch einige medizinische Lehrveranstaltungen z. B. zur Psychosomatischen Medizin belegte. Nach seinem Studium arbeitete er als wissenschaftlicher Mitarbeiter und als Lektor in einem kleinen sozialwissenschaftlichen Verlag. 1980 wurde er zum Doktor der Sozialwissenschaften (Dr. rer. soc.) promoviert mit einer Dissertationsschrift zur Geschichte sozialer Bewegungen. Im Anschluss nahm er jahrelang Lehraufträge an der Giessener Universität und der Fachhochschule Wiesbaden wahr. Im Anschluss an eine Ausbildung zum Familientherapeuten erhielt er eine Stelle beim Psychologischen Dienst der JVA Butzbach, wo er von 1985 bis 2016 als Gefängnispsychologe arbeitete. Im Gefängnis führte er zusammen mit dem ehemaligen Nationalspieler Manfred Freisler ein Handballprojekt durch und bemühte sich neben anderen Kulturprojekten um die Durchführung von Theateraufführungen und Lesungen.
Eisenberg schreibt für die Frankfurter Rundschau, die in Berlin erscheinende Wochenzeitung Der Freitag, die Schweizer Wochenzeitung (WOZ), die junge Welt und die in Gießen erscheinende Zeitschrift psychosozial, die NachDenkSeiten, das Online-Magazin Auswege. Perspektiven für den Erziehungsalltag sowie den Blog Hinter den Schlagzeilen. Im Gießener Anzeiger veröffentlicht er seit einigen Jahren die Kolumne „Unser absurder Alltag“. Bis zum 12. Juni 2020 veröffentlichte Eisenberg ein 33-teiliges „Corona-Tagebuch“ im Internet-Magazin der GEW Ansbach, das er seither mit seiner „Durchhalteprosa“ fortsetzt.
Seit den frühen 1970er Jahren schreibt Eisenberg theoretische Texte und Essays, die in der Tradition der Kritischen Theorie (Frankfurter Schule) und des antiautoritären Denkens der Neuen Linken stehen. Er bemüht sich unter Berufung auf Erich Fromm, Klaus Horn und Peter Brückner um eine Vermittlung sozialpsychologischer und soziologischer Ansätze. Als einer der ersten Autoren wandte er sich dem Thema „Amok“ zu. Dabei begnügt er sich nicht mit der Suche nach der individuellen Psychopathologie der Täter, sondern fragt nach den gesellschaftlichen Bedingungen, die solche Taten begünstigen. Laut Eisenberg droht der Amoklauf zur „kriminellen Physiognomie des globalen Zeitalters“ zu werden.

## Schriften (Auswahl)
- Fluchtversuche. Über Genesis, Verlauf und schlechte Aufhebung der antiautoritären Bewegung, 2., überarbeitete Auflage, Focus, Gießen 1975, ISBN 3-920352-54-8 (1. Auflage, Prolit-Buchvertrieb, Gießen 1973, ohne ISBN).
- Lenin: Theorie und Revolution, in: Politische Theorien und Ideologien, Hrsg.: Franz Neumann, Baden-Baden 1974 (Signal-Verlag)
- Marxismus und Arbeiterbewegung. Versuch über das Verhältnis von revolutionärer Theorie und Erfahrung. Focus, Gießen 1974, ISBN 3-920352-48-3.
- Fuffziger Jahre. Ein Lesebuch. Zusammen mit H.-J. Linke herausgegeben im Gießener Focus-Verlag 1980
- Über die Lust am Krieg und die Sehnsucht nach Frieden. Zur unterirdischen Geschichte der Feindseligkeit. In: Frieden vor Ort, Hrsg.: Marianne und Reimer Gronemeyer, Frankfurt (Fischer Taschenbuchverlag) 1982
- Der Tod im Leben. Ein Lesebuch zu einem ‚verbotenen’ Thema. Zusammen mit Marianne Gronemeyer herausgegeben im Giessener Focus-Verlag 1985
- An den Rändern. Abseitige Texte aus 10 Jahren. Focus, Gießen 1988, ISBN 3-88349-359-7.
- Jugend und Gewalt. Der neue Generationenkonflikt oder Der Zerfall der zivilen Gesellschaft. Zusammen mit Reimer Gronemeyer, Reinbek 1993 (Rowohlt-Verlag)
- Amok – Kinder der Kälte. Über die Wurzeln von Wut und Haß. Rowohlt-Taschenbuch-Verlag,  Reinbek bei Hamburg 2000, ISBN 3-499-22738-X.
- „Wer nicht arbeitet, soll auch nicht essen“. Zur Sub- und inneren Kolonialgeschichte der Arbeitsgesellschaft. In: Feierabend! Elf Attacken gegen die Arbeit. Hrsg. von: Robert Kurz, Ernst Lohoff, Norbert Trenkle, Hamburg 1999 (Konkret Literatur Verlag)
- Gewalt, die aus der Kälte kommt. Amok, Pogrom, Populismus. Psychosozial-Verlag, Gießen 2002, ISBN 3-89806-203-1.
- „Was ist das, was in uns lügt, mordet, stiehlt?“. Zur Psycho- und Soziodynamik zeitgenössischer Tötungsdelikte. In: psychosozial Nr. 104, Gießen 2006
- Alles mitreißen in den Untergang. In den westlichen Metropolen scheint sich der Amoklauf als ein „Modell des Fehlverhaltens“ zu etablieren. In: psychosozial Nr. 112, Gießen 2008
- Der Einbau des Zünders in eine Bombe. Gewalt verherrlichende Computerspiele im Gefängnis. In: psychosozial Nr. 113, Gießen 2008
- Verbrechen und Therapie. Versuch über „Schlüsselerlebnisse“. In: psychosozial Nr. 116, Gießen 2009
- … damit mich kein Mensch mehr vergisst! Warum Amok und Gewalt kein Zufall sind. Pattloch, München 2010, ISBN 978-3-629-02250-9.
- Zwischen Amok und Alzheimer. Zur Sozialpsychologie des entfesselten Kapitalismus. Brandes & Apsel, Frankfurt am Main 2015, ISBN 978-3-95558-108-4.
- Zwischen Arbeitswut und Überfremdungsangst. Zur Sozialpsychologie des entfesselten Kapitalismus. Band 2, Wolfgang Polkowski, Gießen 2016, ISBN 978-3-9818195-1-9.
- Es ist besser, stehend zu sterben, als kniend zu leben! No pasarán! Eine Collage zum Spanischen Bürgerkrieg, der vor 80 Jahren begann. Wolfgang Polkowski, Gießen 2016, ISBN 978-3-9818195-2-6.
- Zwischen Anarchismus und Populismus. Zur Sozialpsychologie des entfesselten Kapitalismus. Band 3, Verlag Wolfgang Polkowski Gießen 2018, ISBN 978-3-9818195-3-3.